# Врачанська єпархія
Врачанська єпархія (болг. Врачанска епархия); — єпархія Православної церкви Болгарії на території Врачанської області Болгарії з кафедрою у Враці.

## Історія
На підставі султанського фірману 1753, що при завоюванні османами у Враці знаходилась кафедра митрополита, болгарський історик Димитр Цухлев зробив висновок, що тут в IX-X століття знаходилась кафедра Видинської єпархії, професор Христо Стоянов відносив створення кафедри під Врацею до періоду правління Асені (1185-1280), а зведення в ранг митрополії — до правління Шишмановичей. Після османського завоювання кафедра була скасована, церкви увійшли в юрисдикцію Видинської єпархії.
В період османського ярма Враца неодноразово переходила то до Видинської, то до Тирновської митрополії в залежності від відносин їх архієреїв з Константинополем. У якийсь момент кафедра була відновлена, але в 1738 була виданий фірман про скасування Берковицької, Врачанської і Кутловіцької єпархій та включення їх до складу Видинської митрополії.
У 1762 Врачанська єпархія була відновлена в складі Тирновськой митрополії. Після вигнання в 1868 болгарськими віруючими архієрея-грека Константинопольська Патріархія не наважилася призначити нового єпископа.
Після установи Болгарського екзархату катедра була відновлена, 24 лютого 1873 був назначений митрополит.
1 жовтня 1998 зі складу Врачанської єпархії виділено Плевенський округ, в його межах заснована самостійна Плевенська єпархія.